# Oecobius ashmolei
Espèce
Oecobius ashmolei est une espèce d'araignées aranéomorphes de la famille des Oecobiidae.

## Distribution
Cette espèce est endémique d'El Hierro aux îles Canaries en Espagne,. Elle se rencontre dans la grotte Cueva de Don Justo.

## Description
Le mâle holotype mesure 1,5 mm.

## Publication originale
- Wunderlich, 1992 : Die Spinnen-Fauna der Makaronesischen Inseln: Taxonomie, Ökologie, Biogeographie und Evolution. Beiträge zur Araneologie, vol. 1, p. 1-619.